# Belez
Belez (grč. Belesys) je sredinom 4. stoljeća pr. Kr. vladao kao satrap Sirije u službi Perzijskog Carstva. Pretpostavlja se kako je njegovo ime babilonijskog podrijetla. Neposredno nakon poraza perzijskog vladara Artakserksa III. u Egiptu 351. pr. Kr., uvjereni u slabost Perzijskog Carstva, sidonski kralj Tenej iz Fenicije zajedno sa satrapima Male Azije i Cipra proglašava nezavisnost, zbog čega Artakserkso III. istovremeno imenuje Beleza i cilicijskog satrapa Mazeja zapovjednicima ekspedicije protiv feničkog grada Sidona. Obojica satrapa doživjeli su velike poraze protiv sidonskog kralja Teneja kojem su pomoć od 40.000 grčkih plaćenika poslali egipatski faraon Nektanebo II. i Mentor s Rodosa. Perzijanci su bili prisiljeni povući se iz Fenicije. Ipak, ustanak u Feniciji okončan je nakon pet godina kada su se pobunjenici suočili s glavnom perzijskom vojskom, dok sudbina Beleza poznata. Povjesničar Ksenofont, koji je osobno sudjelovao kao jedan od deset tisuća grčkih plaćenika u pohodu kojeg je 401. pr. Kr. organizirao pobunjeni princ Kir Mlađi, također spominje Beleza kao sirijskog satrapa što znači kako je Belez vladao punih 50 godina.

## Poveznice
- Artakserkso III.
- Mazej
- Tenej

## Vanjske poveznice
- Povijest Irana - IV. dio: Ahemenidsko Carstvo (Iranologie.com)